# Erytrocytvolymfraktion

Blodets innehåll, som det syns efter centrifugering.

I cellvolymdiagrammet kan man snabbt se ett ungefärligt värde.
PCV (packed cell volume) = EVF.

Erytrocytvolymfraktion (EVF) anger andelen röda blodkroppar av blodets totalvolym. Kallas även för hematokrit. Låga EVF-värden kan vara ett tecken på anemi. EVF får man fram genom centrifugering av blodet.

## Normalvärden
Det finns ett normalspann på hur stor del av blodet som är röda blodkroppar. Värdet, som kan mätas i procent, varierar mellan könen och vilken ålder man har, enligt tabellen nedan:
- Vid födelse: 42–60%
- Sex till tolv månader: 33–40%
- Vuxna män: 42–52%
- Vuxna kvinnor: 35–47%

Skillnaden hos män och kvinnor beror delvis på kvinnans menstruationscykel.
EVF skiljer sig även en del åt mellan olika grupper av människor, där ursprungsbefolkningar som bor på hög höjd i till exempel Anderna och Himalaya har högre andel beroende på det lägre syretrycket i luften.

## Testning
Genom testningen kan man få fram om man ligger över, under eller på normala värden.
Ett sätt att mäta EVF är att centrifugera blodet i provrör med platt botten i 5 minuter och med en hastighet av 10 000 varv/min. Eftersom de röda blodkropparna är de tyngsta partiklarna i blodet lägger de sig i botten, sedan kommer ett tunt lager med vita blodkroppar och trombocyter, och överst lägger sig blodplasman. Genom att mäta höjden av de röda blodkropparna i stapeln får man ett värde på EVF, eftersom stapelns höjd är uppmätt.
Ett annat sätt är att scanna blodet och mäta andelen röda blodkroppar som flyter förbi och vilken hastighet de har. Detta sätt är modernare och mer tillförlitligt.

### Förhöjda värden
Om man har förhöjda värden kan det ha olika anledningar som leder till uttorkning och därmed mindre mängd vatten i plasman. Dessa anledningar kan vara: vätskebrist, diarré, chock, allvarlig brännskada.

#### Dopning
Även dopning kan vara en anledning till förhöjda värden, eftersom många dopningpreparat vill höja blodets syreupptagningsförmåga.
Man testar för EVF när man misstänker bloddopning eller användande av EPO (erythropoetin). Eftersom träning kan öka halten röda blodkroppar så jämför man värdena med de värden personen har haft under lång tid och med normalvärdena för befolkningsgruppen. Även vid användande av anabola steroider kan halten röda blodkroppar öka, särskilt om man använder ämnena boldenon och oxymetolon.

### Sänkta värden
Har man sänkta värden på EVF så kallas det för anemi (blodbrist), vilket kan göra att man lätt blir andfådd och får yrsel.
Orsaker till anemi kan vara kronisk eller akut blodförlust, några typer av cancer, vissa sjukdomar i njure och lever, undernäring, graviditet, kraftig menstruation eller brist på vitamin B12, folsyra eller järn.
Anledningarna kan vara många och därför bör man låta en läkare undersöka orsaken. Vissa av orsakerna är lätta att rätta till med korrekt diet.